# BK Большой Медведицы
BK Большой Медведицы (лат. BK Ursae Majoris) — одиночная переменная звезда в созвездии Большой Медведицы на расстоянии (вычисленном из значения параллакса) приблизительно 13406 световых лет (около 4110 парсеков) от Солнца. Видимая звёздная величина звезды — от +13,5m до +12,8m.

## Характеристики
BK Большой Медведицы — пульсирующая переменная звезда типа RR Лиры (RRC).